# Roebelcrisis
De Russische financiële crisis, ook wel bekend als de Roebelcrisis, trof Rusland in de zomer van 1998. De belangrijkste oorzaak voor de crisis was een andere crisis, de Aziatische financiële crisis die plaatsvond in juli 1997.

## Oorzaken
In deze periode vond er wereldwijd een daling plaats van de prijs van grondstoffen petroleum, olie, gas, hout en metalen. Samen maken deze grondstoffen voor meer dan 80 procent deel uit van de Russische export. Daardoor is het land extra gevoelig voor prijsschommelingen. Teruglopende productiviteit en het kunstmatig hooghouden van de koers van de roebel ten opzichte van andere buitenlandse valuta lagen ook ten grondslag aan de crisis. Een andere reden waren de hoge kosten die gemaakt waren in de Eerste Tjetjeense oorlog. De kosten daarvan worden geschat op 5,5 miljard dollar, nog los van het bedrag dat nodig was om de infrastructuur in de opstandige provincie regio te herstellen.
De economie van Rusland toonde tekenen van verbetering in de eerste helft van 1997, maar door de Aziatische crisis en de prijsdaling van de grondstoffen nam de vraag naar de roebel af. De Russische overheid wilde de koers kunstmatig hoog houden en moest in het buitenland kapitaal lenen om dit te doen. Ook op de Russische beurs werden kortlopende obligaties uitgeschreven. Dit gebeurde, maar tegen een hoge rente. Ook in het eigen land had de overheid een grote achterstand in de betalingen van pensioenen en lonen.

## Ontslag Tsjernomyrdin en benoeming Kirijenko
President Boris Jeltsin verving op 23 maart 1998 premier Viktor Tsjernomyrdin en zijn gehele kabinet omdat hij meende dat hij te weinig succes met de economische hervormingen boekte. Hij benoemde minister van Energie Sergei Kirijenko als nieuwe minister-president. Ondanks advies van de economen om dit niet te doen bleef de Russische overheid zich inzetten voor een stabiele koers van de roebel. Op 13 juli 1998 werd een akkoord met het Internationaal Monetair Fonds en de Wereldbank gesloten. Deze leende 22.6 miljard dollar aan Rusland. In ruil daarvoor zou Rusland een aantal hervormingen doorvoeren.  In de door linkse partijen gedomineerde Doema sneuvelden veel voorstellen om de economie te hervormen. Dit zorgde voor veel onzekerheid bij de Russische bevolking en investeerders.

## Beurscrash
Op 13 augustus 1998 vond er een beurscrash plaats. De koersen daalden met 65 procent en de roebel verloor een groot deel van zijn waarde. In paniek namen de Russen massaal hun spaartegoeden op om deze in stabiele buitenlandse valuta om te zetten. De goederen in de winkels werden exorbitant duur; het personeel verwisselde ieder uur de prijskaartjes. De Russische economie werd op alle fronten getroffen.  Spaargeld werd minder dan de helft waard, terwijl een groot aantal mensen op straat kwam te staan. Banken kampten met geldgebrek. De geldpersen draaiden op volle toeren. Aan het einde van het jaar bedroeg de inflatie 84 procent en de prijzen voor voedsel en drinken waren gestegen met meer dan 100 procent. Rusland was zelfs genoodzaakt voedselhulp te vragen aan de internationale gemeenschap vanwege een slechte graanoogst.

## Ontslag Kirijenko en benoeming Primakov
In reactie op de crisis ontsloeg Jeltsin op 23 augustus Kirijenko weer als premier en haalde Tsjernomyrdin terug. De Doema ging hier niet mee akkoord en nadat zijn kandidaat tot tweemaal toe was afgewezen stelde Jeltsin minister van Buitenlandse Zaken Jevgeni Primakov voor als nieuwe premier. Deze kon wel rekenen op de steun van het Russische parlement.  Door de benoeming van Primakov werd de politieke stabiliteit weer hersteld. Hij werd gezien als een compromis-kandidaat. De nieuwe premier beloofde om prioriteit te geven aan de betaling van lonen en pensioenen en nodigde leden van de verschillende partijen uit in zijn kabinet.

## Herstel
Rusland vocht zich op een verbazingwekkend snelle manier terug. De belangrijkste oorzaak van het herstel was de stijging van de wereldwijde olieprijs in de twee jaar na de crisis. Een andere oorzaak was dat de Russische industrie uiteindelijk profiteerde van de crisis. Doordat bijvoorbeeld het importeren van voedsel uit het buitenland veel duurder was geworden kochten consumenten meer Russische producten. Een derde oorzaak voor het herstel was dat de Russische economie minder steunde op het banksysteem, maar voor een groot deel op ruilhandel. Een laatste oorzaak was de instroom van cash die vanwege de crisis in de Russische economie werd gepompt.